# Izasópatak
Izasópatak, Szlatinka (Slătioara), település Romániában, a Partiumban, Máramaros megyében.

## Fekvése
Szurdoktól délnyugatra, az Iza bal partja közelében fekvő település.

## Története
'Izasópatak, Sóspatak nevét 1431-ben említette először oklevél Zlatyna néven.
1458-ban Zlatina, Szlatinka, (s) Slatjnka, Szlatiora, 1514-ben Sospathak, 1549-ben Zlatyna, Soospathak, 1555-ben Soospathak, 1808-ban Szlatinka, (s) Slatjnka, Szlatiora, 1913-ban Izasóspatak néven írták.
1851-ben Fényes Elek írta a településről
...Máramaros vármegyében, 439 görög katholikus, 57 zsidó lakossal. Földesurai többen...
1910-ben 821 lakosából 4 magyar, 161 német, 656 román volt. Ebből 660 görögkatolikus, 157 izraelita volt.
A trianoni békeszerződés előtt Máramaros vármegye Izavölgyi járásához tartozott.